# Igor Nikolajewitsch Rodionow

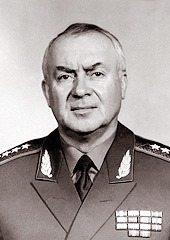
Igor Rodionow

Igor Nikolajewitsch Rodionow (russisch Игорь Николаевич Родионов; * 1. Dezember 1936 in Kurakino, Oblast Pensa; † 19. Dezember 2014 in Moskau) war ein russischer General und Politiker.

## Leben
Igor Rodionow wurde am 1. Dezember 1936 in einer Bauernfamilie geboren. 
Nachdem er 1954 in die Armee eingetreten war, diente er ab 1957 bei den Panzertruppen der Gruppe der Sowjetischen Streitkräfte in Deutschland. 1963 wurde er Kommandeur einer Panzerkompanie im Militärbezirk Moskau. 1970 beendete er seine Ausbildung an der Malinowski-Militärakademie der Panzertruppen. Im Karpatischen Militärbezirk war er ab 1970 Kommandeur eines Regiments und später einer Division. 1980 absolvierte er die Militärakademie des Generalstabes der Streitkräfte der UdSSR. Anschließend diente er in der Zentralen Gruppe der Sowjetischen Streitkräfte in der Tschechoslowakei.
Von 1983 bis 1985 war er Kommandeur der 5. Armee im Fernöstlichen Militärbezirk und von April 1985 bis April 1986 Kommandeur der 40. Armee in Afghanistan. Von 1986 bis 1988 war er stellvertretender Kommandeur des Moskauer Militärbezirks. Von 1988 bis Juli 1989 war er Kommandeur des Transkaukasischen Militärbezirks.
Von 1989 bis 1996 war er Leiter der Militärakademie des Generalstabes der Streitkräfte der UdSSR bzw. der Russischen Föderation.
Rodionow ist auf dem Föderalen Militärischen Gedenkfriedhof in der Oblast Moskau beerdigt.

## Politik
Rodionow trat 1956 der KPdSU bei und blieb bis zu ihrem Verbot im August 1991 Mitglied.
1989 wurde er in den Kongress der Volksdeputierten der Sowjetunion gewählt.
Vom 17. Juli 1996 bis 22. Mai 1997 war er unter dem russischen Präsidenten Boris Jelzin Verteidigungsminister Russlands in den Kabinetten Tschernomyrdin I und Tschernomyrdin II.
Von 1999 bis 2007 war er Abgeordneter der Staatsduma in der dritten und vierten Wahlperiode. Dabei war er von 1999 bis 2003 Mitglied der Fraktion der Kommunistischen Partei der Russischen Föderation und von 2003 bis 2007 Mitglied der Fraktion von Rodina bzw. Gerechtes Russland.

## Auszeichnungen
- Rotbannerorden
- Orden des Roten Sterns
- Orden „Für den Dienst am Vaterland in den Streitkräften der UdSSR“ II. und III. Klasse[2]
- Medaille „Zum Gedenken an den 10. Jahrestag des Abzugs der sowjetischen Truppen aus Afghanistan“[4]